# Vir euphyllius
Vir euphyllius is een garnalensoort uit de familie van de Palaemonidae. De wetenschappelijke naam van de soort is voor het eerst geldig gepubliceerd in 2005 door Marin & Anker.